# Młodzieżowe Drużynowe Mistrzostwa Polski na Żużlu 1989
Młodzieżowe Drużynowe Mistrzostwa Polski 1989 – zawody żużlowe, mające na celu wyłonienie medalistów młodzieżowych drużynowych mistrzostw Polski w sezonie 1989. Rozegrano eliminacje w czterech grupach oraz finał.

## Finał
- Rzeszów, 5 października 1989
- Sędzia: Andrzej Kulesza

| Msc |                                                                                    | Drużyna / Zawodnik                                | Biegi             | Punkty |
| --- | ---------------------------------------------------------------------------------- | ------------------------------------------------- | ----------------- | ------ |
| 1   |                                                                                    | Polonia Bydgoszcz                                 | Polonia Bydgoszcz | 37     |
| 1   | Jacek Gomólski Jacek Kaniecki Waldemar Cieślewicz Jacek Woźniak Tomasz Kornacki    | (3,3,2,2,3) (0,1,2,1,1) (2,1,1,0,0) (3,3,3,3,3)   | 13 5 4 15 ns      |        |
| 2   |                                                                                    | Apator Toruń                                      | Apator Toruń      | 34     |
| 2   | Jacek Krzyżaniak Krzysztof Kuczwalski Mirosław Kowalik Robert Sawina Robert Pruss  | (1,1,0,1,2) (2,3,3,3,2) (2,3,0,3,1) (1,1,3) (2,0) | 5 13 9 5 2        |        |
| 3   |                                                                                    | Stal Rzeszów                                      | Stal Rzeszów      | 30     |
| 3   | Romuald Janusz Janusz Ślączka Piotr Gancarz Krzysztof Ciepiela Tadeusz Hajt        | (d,t,3,3,2) (3,2,2,d,1) (3,0,0,2,3) (t,2,1,2,1)   | 8 6 ns            |        |
| 4   |                                                                                    | Unia Leszno                                       | Unia Leszno       | 19     |
| 4   | Dariusz Kasprzak Adam Łabędzki Paweł Jąder Dariusz Michalewicz Sławomir Buśkiewicz | (2,0,1,0,0) (1,2,0,2,0) (w,2,1,1,u) (1,0) (3,1,2) | 3 5 4 1 6         |        |